# Atomorpha alba
Atomorpha alba är en fjärilsart som beskrevs av Lucas 1910. Atomorpha alba ingår i släktet Atomorpha och familjen mätare. Inga underarter finns listade i Catalogue of Life.